# Bardia
Koordinaten: 31° 45′ N, 25° 5′ O
Bardia (arabisch البردية, DMG al-Bardīya, teils auch al-Bardī) ist eine Hafenstadt in Ost-Libyen im Munizip Al-Butnan und liegt etwa 25 Kilometer westlich der ägyptischen Grenze. 2010 hatte sie 3686 Einwohner.

## Geschichte

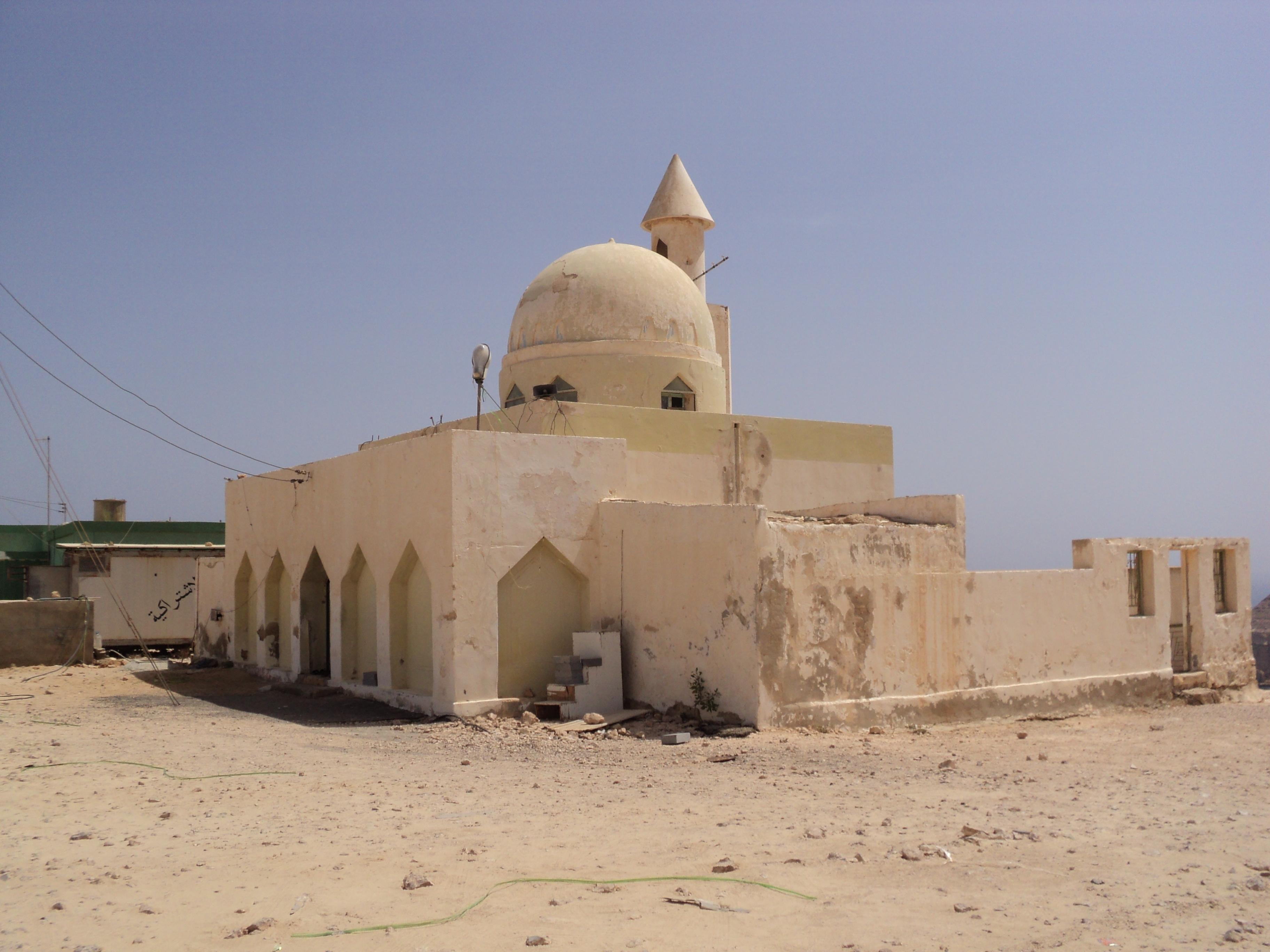
Moschee in Bardia

In der Antike hieß Bardia Petra Megala und lag schon damals an der Grenze zwischen der libyschen Marmarica und Ägypten.
In beiden Weltkriegen war Bardia von strategischer Bedeutung: Im Ersten Weltkrieg landeten hier mehrmals deutsche U-Boote, um die aufständischen Senussi in ihrem Kampf gegen britische und italienische Kolonialmächte zu unterstützen.
Während des Zweiten Weltkrieges war Bardia ein Kriegsschauplatz. Italienische Truppen unter dem Kommando von General Annibale Bergonzoli lieferten sich Kämpfe mit britischen Verbänden. Der Besitz wechselte im Lauf des Kriegs mehrmals, bis Bardia 1942 endgültig durch die Briten eingenommen wurde.

## Orte in der Umgebung
- Sallum (Ägypten)
- Tobruk (Libyen)